# Iglesia nórdica de Buenos Aires
La Iglesia Nórdica de Buenos Aires (antes conocida como Iglesia Sueca) es un templo religioso evangélico luterano, perteneciente a las iglesias sueca, noruega y finlandesa, ubicada en la  calle Azopardo 1428 del barrio de San Telmo, en la Ciudad Autónoma de Buenos Aires, en Argentina.
La Congregación Sueca, fundada en 1918, tras ejercer su actividad eclesiástica durante muchos años en viviendas ubicadas en el barrio de San Telmo, colocó la piedra fundamental del templo el 28 de mayo de 1944  y se inauguró en agosto de 1945. Dedicada inicialmente a ofrecer servicio pastoral a los marinos suecos, fue decorada con motivos náuticos. El cuadro del altar representa a Jesús convocando a los primeros apóstoles, todos ellos pescadores. Fue pintado en Estocolmo y la obra se completó en la década de 1980 por el artista plástico sueco Kuno Haglund. Entre otras reliquias, la Iglesia Nórdica guarda una biblia de 1540.
Se realizan misas en sueco, noruego y finés y se organizan actividades religiosas y culturales relacionadas con la comunidad nórdica de la Argentina.